# 阿尼什瓦拉·多布雷-伯兰
阿尼什瓦拉·多布雷-伯兰（羅馬尼亞語：Anișoara Dobre-Bălan，1966年7月1日—），罗马尼亚女子赛艇运动员。她曾代表罗马尼亚参加1988年和1992年夏季奥林匹克运动会赛艇比赛，获得一枚银牌和一枚铜牌。